# Gare de Noertzange
La gare de Noertzange est une gare ferroviaire luxembourgeoise de la ligne 6a, de Bettembourg à Esch-sur-Alzette, située à Noertzange section de la commune de Bettembourg, dans le canton d'Esch-sur-Alzette.
Elle est mise en service en 1861 par la Compagnie des chemins de fer de l'Est, l'exploitant des lignes de la Société royale grand-ducale des chemins de fer Guillaume-Luxembourg. C'est une halte ferroviaire de la Société nationale des chemins de fer luxembourgeois (CFL), desservie par des trains Regional-Express (RE) et Regionalbunn (RB). L'ancien bâtiment de la gare est inscrit à l'inventaire supplémentaire des sites et monuments nationaux depuis le 18 juillet 2003.

## Situation ferroviaire
Établie à 284 mètres d'altitude, la gare de bifurcation de Noertzange est située au point kilométrique (PK) 4,090 de la ligne 6a, de Bettembourg à Esch-sur-Alzette, entre les gares de Bettembourg et de Schifflange. Elle est l'origine au PK 4,090 de la ligne 6c, de Noertzange à Rumelange, qui dessert Tétange et Rumelange et qui permet d'accéder à la ligne 6d.

## Histoire
Les lignes sont déjà ouvertes lorsque la halte de Noertzange est mise en service le 1er mars 1861 par la Compagnie des chemins de fer de l'Est, l'exploitant des lignes de la Société royale grand-ducale des chemins de fer Guillaume-Luxembourg. Le bâtiment est édifié en 1873 et est identique à celui de la gare de Wecker.
De 2011 à 2013 d'importants travaux de modernisation et de rénovation sont réalisés. Ils comportent notamment la mise aux normes des quais, la création d'un nouveau passage souterrain et la création d'abris pour les voyageurs. L'ancien bâtiment de 1873 n'étant plus utilisé pour le service ferroviaire est repris par le Service des sites et monuments nationaux pour être rénové et réaménagé. L'aspect extérieur d'origine a été conservé et l'intérieur a été transformé en six studios pour le logement d'étudiants et doctorants de l'Université de Luxembourg. Cette réhabilitation est inaugurée le 23 février 2013 par Octavie Modert, la ministre de la Culture.

## Service des voyageurs

### Accueil
Gare CFL, c'est un point d'arrêt avec des abris et un passage souterrain équipé d'ascenseurs. La gare possède un automate pour l'achat de titres de transport.

### Desserte
Noertzange est desservie par des trains Regional-Express (RE) et Regionalbunn (RB) qui exécutent les relations suivantes, :
- Luxembourg - Rodange ;
- Noertzange - Rumelange ;
- Troisvierges - Luxembourg - Rodange.

### Intermodalité
Un parking pour les véhicules (19 places) y est aménagé. La gare possède deux parkings à vélo sécurisés mBox de 12 et 32 places,. La gare est desservie par la ligne 611 du Régime général des transports routiers et, la nuit, par la ligne Late Night Bus Bettemboug du service « Nightbus ».

## Galerie de photos
L'ancien bâtiment de 1873 rénové et réaffecté en 2013.

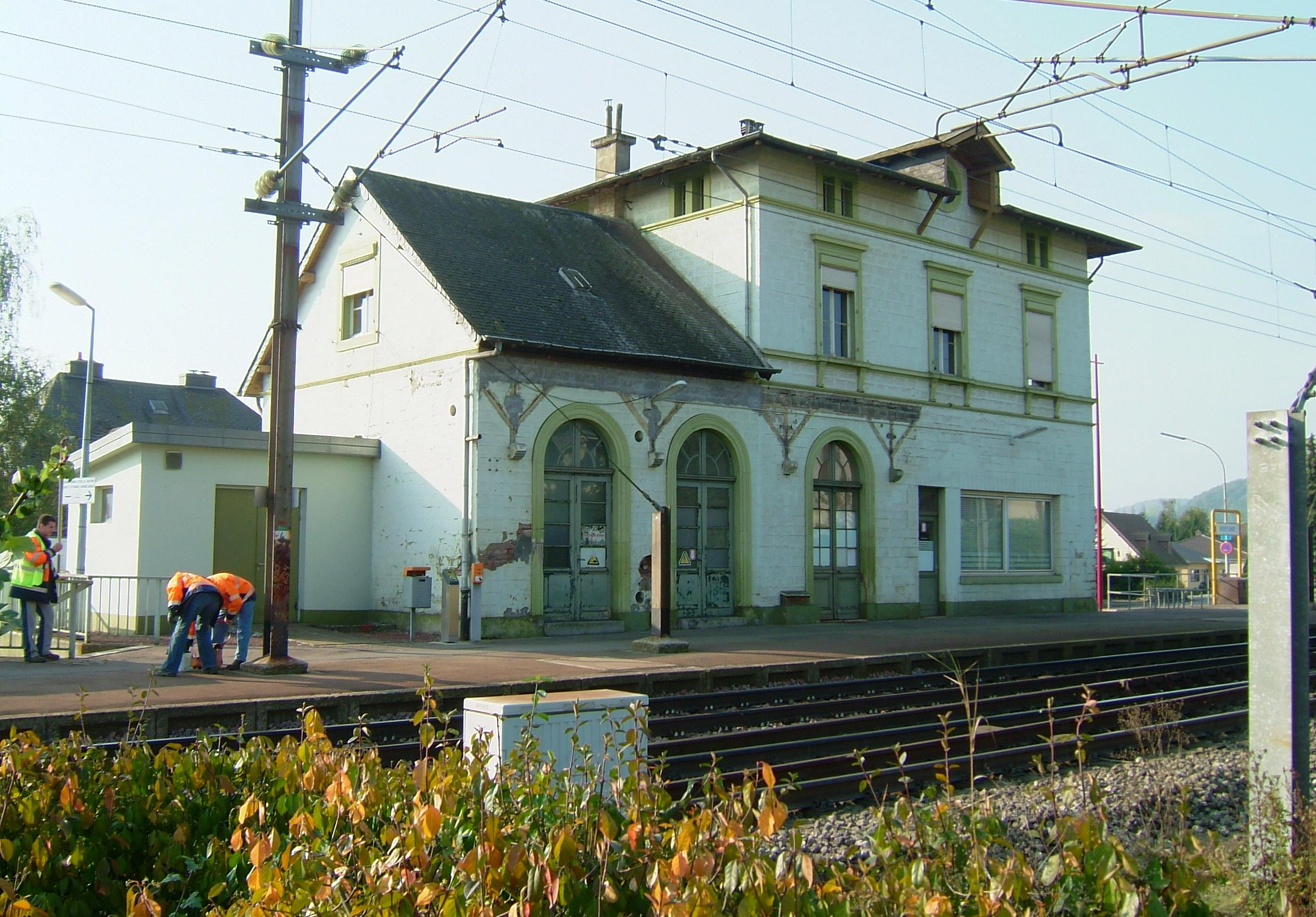
Vue des quais, avant rénovation.
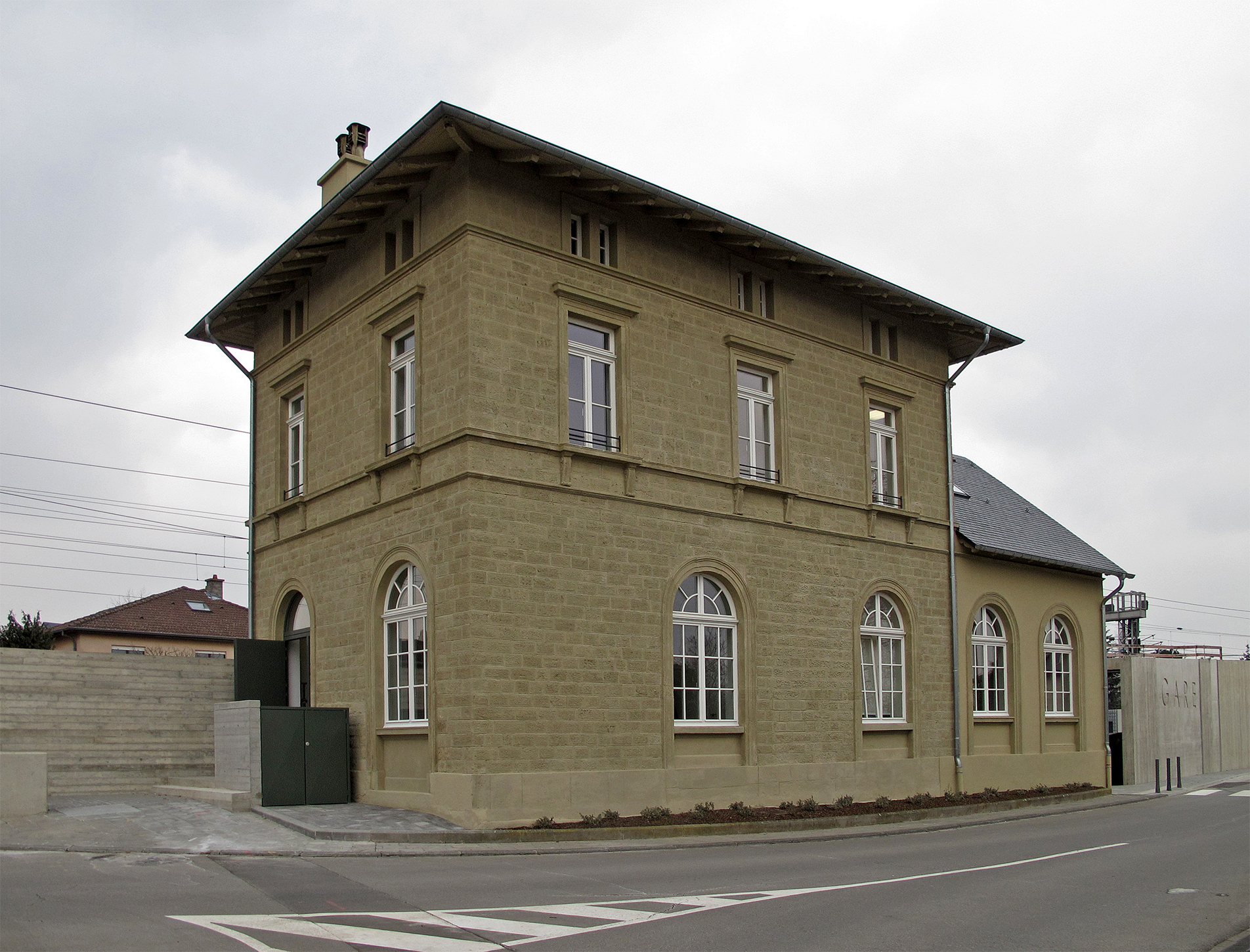
Vue de la rue, après rénovation.